# Tramm (Meklemburgia-Pomorze Przednie)
Tramm – miejscowość i gmina w Niemczech, w kraju związkowym Meklemburgia-Pomorze Przednie, w powiecie Ludwigslust-Parchim, wchodzi w skład Związku Gmin Crivitz. Do 31 grudnia 2013 wchodziła w skład Związku Gmin Crivitz.
1 lipca 2011 do gminy dołączona została gmina Göhren, która stała się jej dzielnicą.